# Не для слабонервных
«Не для слабонервных» (англ. Trigger Warning) — американский боевик режиссёра Мули Сурья (Mouly Surya) по сценарию Халли Гросса, Джоша Олсона и Джона Бранкато. Главные роли в фильме исполнили Джессика Альба, Энтони Майкл Холл, Марк Веббер, Тоун Белл и Габриэль Бассо. Фильм рассказывает о Паркер, действующем бойце спецназа, которая по возвращении домой вступает в противостояние с убившей ее отца бандой торговцев оружием.
Премьера фильма в США состоялась 21 июня 2024 года.

## Сюжет
Паркер, действующий боец спецназа США, после получения известия о смерти отца вынуждена вернуться домой в штат Нью-Мексико.
Ее друг детства Джесси, ставший местным шерифом, рассказывает официальную версию, что отца завалило камнями в пещерах в результате взрыва, и высказывает предположение, что это могло быть самоубийство. Паркер отметает эту версию, и после разговора, "законник" отвозит девушку домой - в перешедший ей по наследству семейный дом вместе с баром.
Не доверяя официальной версии, Паркер начинает собственное расследование, и выходит на след нелегальных торговцев армейским оружием, краденым с расположенной в тех краях военной базы, причем выясняется, что одним из лидеров банды является брат шерифа Элвис.
Девушка созванивается с соратником по спецназу с позывным «Паук» и делится своими находками и подозрениями. Тот рекомендует не горячиться, и собрать доказательства преступной деятельности.
В ходе следствия она обнаруживает у пещер странную активность, пробивает колеса припаркованной машины, проникает внутрь, вступает в драку в обустроившей там лежбище группой контрабандистов, включая брата шерифа. Паркер силой выволакивает Элвиса на поверхность, где обнаруживает, что ее бар охвачен огнем.
Она бросает Элвиса, бежит к дому, натыкается на одного и поджигателей, и в ходе схватки убивает его. Попытки потушить бушующее пламя тщетны. В ярости она бросается к машине с бандитами, зверски избивает Элвиса вместе с подельником — их спасает вмешательство прибывшего шерифа, который прекращает самосуд и арестовывает Паркер.
К допросу в полицейском участке шерифом присоединяется вся его семья — брат-контрабандист, и отец семейства Иезекиль — идущий на переизбрание действующий сенатор США, также как и шериф покрывающий торговлю оружием своего сына.
Паркер приковывают наручниками к решетке, подвергают допросу с пристрастием, пытаясь выяснить, что ей известно и с кем она успела поделиться информацией. Улучив момент, она скрытно высвобождает руки. Соглашается позвонить другу, чтобы сказать, что ее подозрения не подтвердились. Во время телефонного разговора с «Пауком» она выкрикивает, что ее пытают, освобождается, нападает на бандитов, простреливает плечо сенатору, загоняет всех в камеру и сбегает из участка на машине.
По пути, израненная и избитая она теряет сознание и попадает в ДТП. Ее обнаруживают соседи, прячут в своем подвале до выздоровления. Заручившись поддержкой лояльных членов общины, девушка вооружается из их тайников, и едет к пещерам. Туда же в поисках соратницы приезжает «Паук», натыкается на бандитов, завязывается перестрелка, в которой, несмотря на огневую поддержку Паркер выстрелами снайперской винтовки "Паука" скручивают и тащат в пещеры. 
Паркер следует за бандитами, освобождает «Паука». В ходе зачистки происходит взрыв, «Паука» заваливает камнями. Паркер зачищает пещеру до конца, и в числе прочих контрабандистов убивает Элвиса и «Призрака» (покупателя оружия). Под занавес боя на подмогу приходят члены общины. Вместе они находят раненого, но живого «Паука», вызволяют его из под завалов. 
Обнаруженный в пещере проход выводит к потайной лазейке на территорию военной базы, где Паркер вступает в драку с шерифом, в финале которой тот подрывает себя гранатой.
Перед титрами демонстрируются кадры восстановления сожженного дома-бара Паркер, в новостях говорят о гибели покрывшей себя позором семьи сенатора, а сама она вместе с «Пауком» уезжает по шоссе вдаль.

## В ролях
- Джессика Альба — Паркер.
- Марк Уэббер — Джесси, шериф, друг детства Паркер.
- Энтони Майкл Холл — Иезекииль, сенатор, отец Джесси и Элвиса.
- Алехандро Де Хойос — Гарри, отец Паркер.
- Тоун Белл — Паук, соратник Паркер по спецназу.
- Джейк Уэри — Элвис, кузен Иезекииля и второй сын Паркера.
- Габриэль Бассо — Майк, друг детства Паркер.
- Кайви Лайман — «Призрак», торговец оружием.

## Производство
23 июня 2016 года стало известно, что компания Thunder Road Films приобрела сценарий под названием Trigger Warning Джоша Олсона и Джона Бранкато. Продюсерами фильма выступят Бэзил Иваник и Эрика Ли. Фильм описывается как женская версия «Рэмбо: Первая кровь» и «Джона Уика».
15 мая 2020 года стало известно, что фильм снимет индонезийский режиссёр Мули Сурья, для которой это будет первый англоязычный фильм, а Джессика Альба выступит исполнительным продюсером. 2 сентября 2021 года Халли Гросс стала сценаристом фильма.
Также в актёрский состав фильма вошли Энтони Майкл Холл, Марк Уэббер, Алехандро Де Хойос, Тоун Белл, Джейк Уири и Габриэль Бассо.
2 сентября 2021 года съёмки начались в Нью-Мексико. 1 октября 2021 года член съемочной группы Джеймс Сол был госпитализирован, так как сорвавшийся кабель задел и сломал ему ногу.
29 августа 2023 года было объявлено, что Энис Ротхофф записал свою партитуру к фильму.
Премьера фильма состоялась на Netflix в 2024 году.